# Falsicingula ventricosior
Falsicingula ventricosior is een slakkensoort uit de familie van de Falsicingulidae. De wetenschappelijke naam van de soort is voor het eerst geldig gepubliceerd in 1851 door Middendorff.